# Las Mercedes (Asunción)
El barrio Nuestra Señora Santa María de las Mercedes, habitual y popularmente llamado Las Mercedes, se localiza en Asunción, Paraguay, y es uno de los más tradicionales y emblemáticos barrios del Paraguay. En el barrio se encuentra encuentra la iglesia de Las Mercedes y el Club Libertad que se ubica sobre la Avenida Artigas.

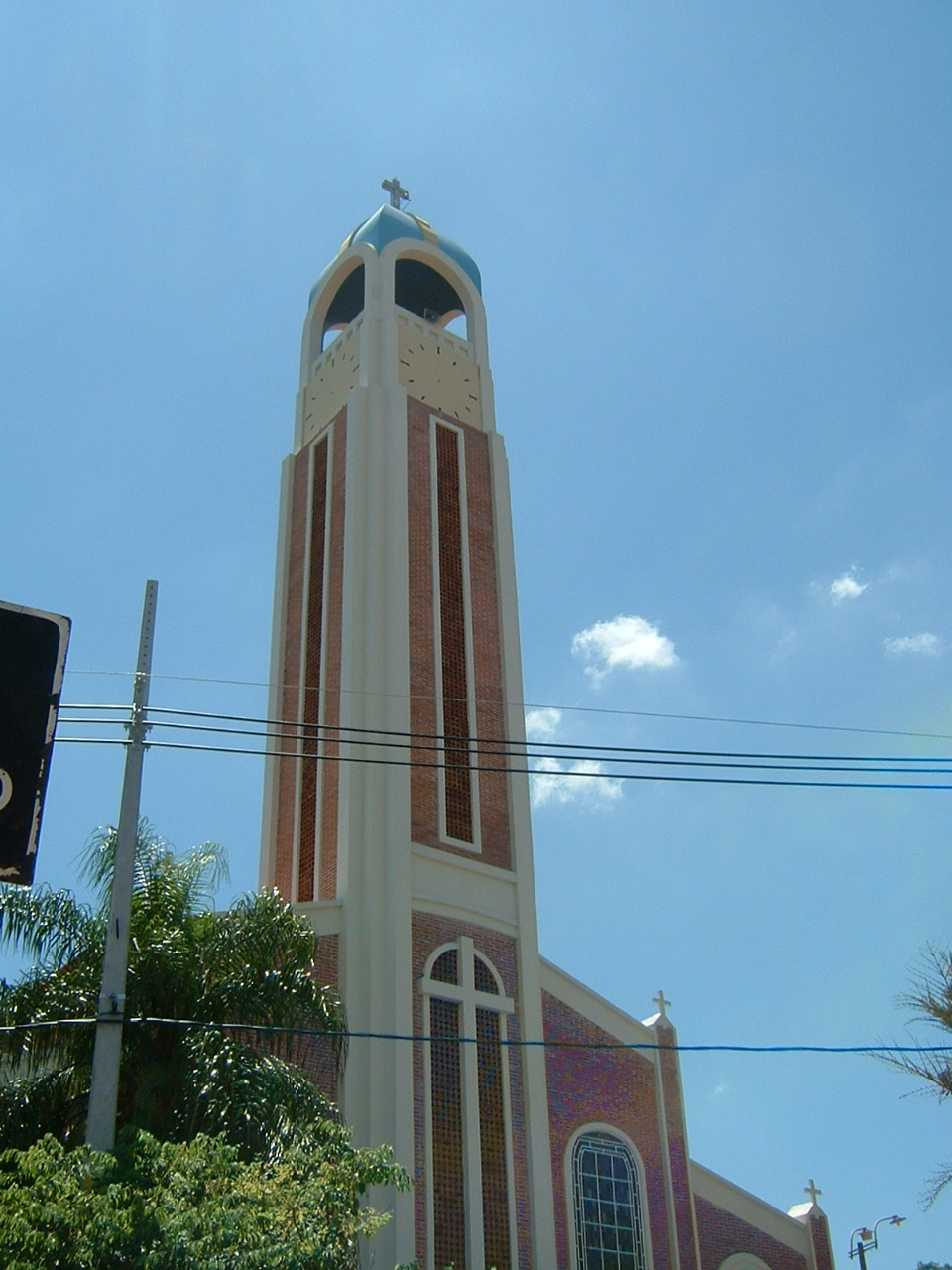
Iglesia de Ntra. Sra. de las Mercedes.

Las calles que limitan al barrio Las Mercedes son: al oeste, la avenida Perú; al norte, la Avenida Artigas; al este, la Avenida General Santos; y al sur, la Avenida Mariscal López. 
Los barrios linderos son, al oeste y al norte con el barrio Ricardo Brugada, al este con el barrio Jara y al sur con el barrio Ciudad Nueva.
Las Mercedes es un barrio que está cerca de diversos lugares, se encuentra a 5 minutos del Centro y a 10 minutos de cualquiera de los centros de compras de Asunción, ya sea de los shoppings como del barrio Villa Morra.
En el año 2007, el Fondo Nacional de las Artes del Paraguay (Fondec) publicó la obra titulada Nobis del autor Juan Ramírez Biedermann. Este libro de relatos breves tiene como protagonista principal al barrio Las Mercedes con todo su microuniverso descrito, sus costumbres, sus calles, su iglesia, entre otras características propias.

## Historia
Según relatos de los habitantes, a principios del siglo XX llegaron gran cantidad de inmigrantes principalmente italianos, que huían del régimen de Benito Mussolini. Se ubicaron principalmente en la zona norte, en las inmediaciones del actual Club Libertad, que en ese entonces era una gran huerta de repollos.
Durante los años '70 se edificó el nuevo templo de la iglesia de Nuestra Señora Santa María de las Mercedes, junto con una cancha de fútbol, convirtiendo el antiguo predio en sede de actividades sociales de la parroquia.
Hasta principios de los años '80 existía un mercado municipal en la Avenida General Santos y Alicante (hoy Intentes Militares de la Guerra del Chaco), actualmente plaza 14 de julio.
En la actualidad, del 2010 en adelante, el Barrio se ha convertido en una de las zonas de Asunción con mayor crecimiento demográfico y arquitectónico.

## Geografía humana

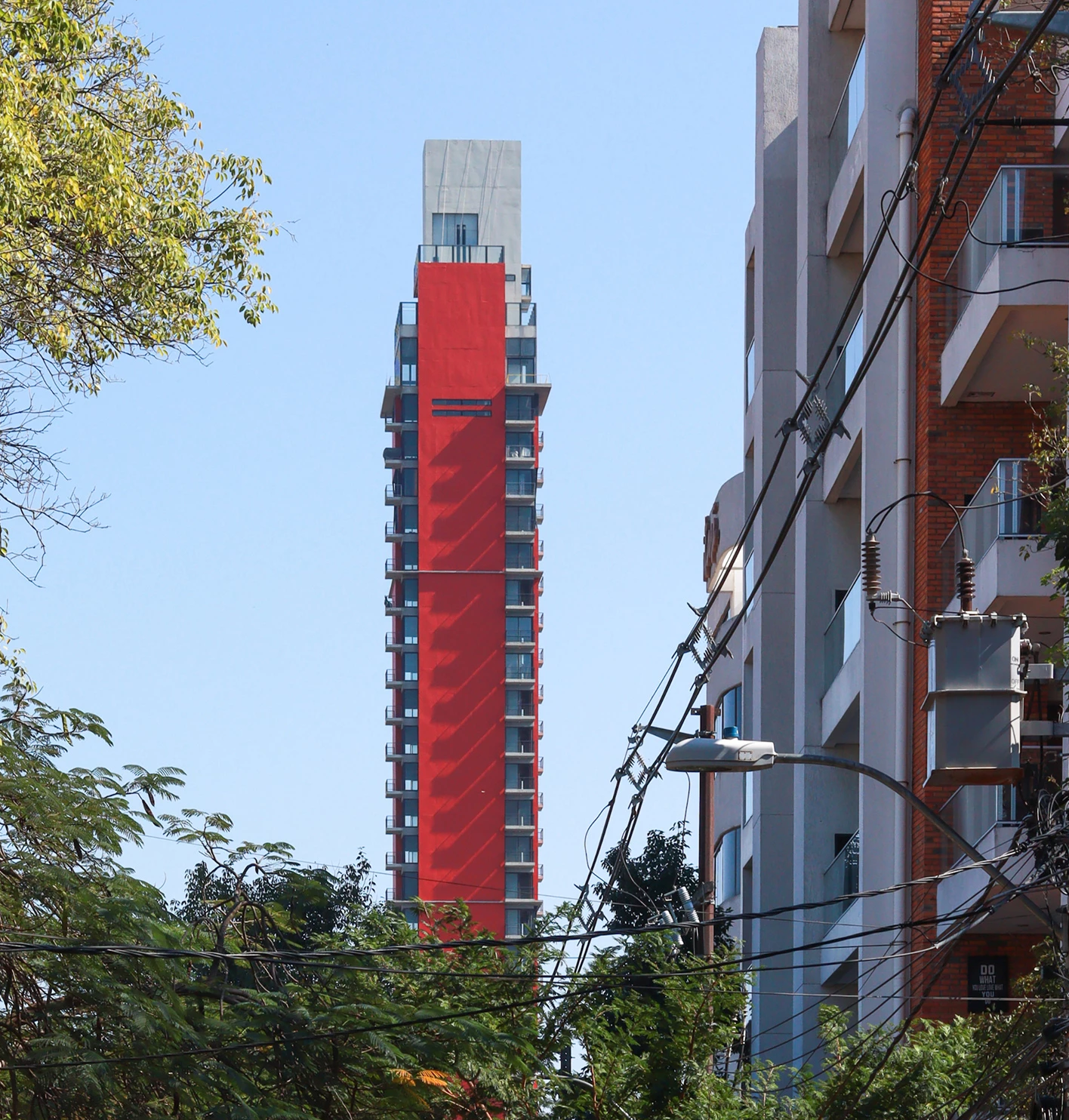
La Torre Ícono en el Barrio Las Mercedes

### Geografía económica y social
Las Mercedes, por su proximidad al centro, y durante la modernización de Asunción, en este barrio se instalaron a partir de mediados de los años '80 las sedes centrales de la Administración Nacional De Electricidad (ANDE) y la Entidad Itaipú Binacional y las embajadas de Francia, Argentina y Brasil.
En el barrio funcionan actualmente 4 colegios, algunos de ellos con mucha tradición en la sociedad paraguaya: San Andrés, San José, Colegio Cuba y el Colegio Internacional. Además de tres universidades: la Universidad Columbia del Paraguay (sede ciencias técnicas-diseño gráfico y administrativo), la Universidad del Norte (sede Ingeniería y sede Ciencias Empresariales) y el ex-Rectorado de la Universidad Nacional de Asunción.
Forman parte de la historia de Las Mercedes, el Club de Fútbol Libertad, Liga Mercedeña de Fútbol, Rowing Club, Centro Social del Club de Leones del Paraguay y complejo deportivo del Colegio Internacional.
El barrio Las Mercedes ofrece a sus habitantes, además de lo educativo, servicios de salud de primer nivel, el Sanatorio Americano, la clínica de la Liga de Lucha contra el Cáncer del Paraguay, y clínicas privadas de las más variadas especialidades. Ofrece también servicios gastronómicos y recreativos que apuntan a un público joven y dinámico.

### Religión
Cuenta con una población tradicionalmente católica, pertenece al Decanato 1 y tiene a su cargo las capillas de Barrio Jara. 
El barrio Las Mercedes es también sede del arzobispado de la Iglesia Anglicana en el Paraguay.

## Lugares

### Medios
- Red Guaraní
- Unideportes
- DirecTV (sede central)

### Deportivos
- Club Libertad
- Rowing Club
- Club Alemán - Deutscher Turn- und Sportverein

### Eventos
- Complejo Textilia

También cuenta con establecimientos gastronómicos y de esparcimiento.
- Datos: Q9020482